# مامودو غاساما
مامودو غاساما (بالفرنسية: Mamoudou Gassama)‏ (مواليد 1996 في مالي) هو مهاجر مالي سافر إلى أوروبا عن طريق بوركينا فاسو والنيجر وليبيا، حيث تعرض للاعتقال والتعنيف. عبر بعدها البحر الأبيض المتوسط حيث حصل على أوراق قانونية للبقاء في إيطاليا، لكنه سافر إلى فرنسا في سبتمبر 2017 للانضمام إلى أخيه الأكبر.
اشتهر بتاريخ 26 مايو 2018 بعد أن قام بتسلق أربعة طوابق خارجية لعمارة مخصصة للشقق السكنية في باريس في 30 ثانية بهدف إنقاذ طفل يبلغ من العمر أربع سنوات كان معلقًا على واجهة الشرفة. بعد أن تركه والده وحيدا ما أدى لاتهامه لاحقا بالإهمال.
وصفت عمدة باريس آن هيدالغو غاساما «بالرجل العنكبوت للقرن الثامن عشر» في إشارة إلى المنطقة الثامنة عشرة حيث تم إنقاذ الطفل.
في 28 مايو 2018، التقى الرئيس الفرنسي إيمانويل ماكرون مع غاساما في قصر الإليزيه حيث شكره ووشحه بوسام الشرف للشجاعة والإخلاص، بالإضافة إلى عرض لتدريبه في خدمات الإطفاء الفرنسية، كما وعده بتسوية وضعيته القانونية وجعله مواطنا فرنسيا.
أكدت تقارير إخبارية التشابه بين غاساما، ومهاجر مسلم آخر من مالي قدمت له الجنسية كبطل في فرنسا لشجاعته في حصار سوبر ماركت كاشير عام 2015. في عام 2018، حصل مامودو غاساما على جائزة بي إي تي الإنسانية في لوس أنجلوس.